# Kličići
Kličići su naseljeno mjesto u gradu Cazinu, Federacija Bosne i Hercegovine, BiH.

## Povijest
Kao samostalno naseljeno mjesto Kličići postoje od popisa 1981. godine kada je izdvojeno iz naseljenog mjesta Polje.

## Stanovništvo

### Popis 1991.
| Kličići            |            |
| godina popisa      | 1991.      |
| Muslimani          | 554 (100%) |
| Srbi               | 0          |
| Hrvati             | 0          |
| Jugoslaveni        | 0          |
| ostali i nepoznato | 0          |
| ukupno             | 554        |

### Popis 2013.
| Kličići            |              |
| godina popisa      | 2013.        |
| Bošnjaci           | 688 (97,31%) |
| Hrvati             | 0            |
| Srbi               | 0            |
| ostali i nepoznato | 19 (2,69%)   |
| ukupno             | 707          |